# Карницкий, Андрей Осипович
Карницкий Андрей Осипович (1860-1935) — педиатр, доктор медицинских наук, профессор,  один из основателей Ростовского государственного медицинского университета. Отец композитора Нины Карницкой.

## Биография
Карницкий Андрей Осипович родился в 1860 году. О раннем периоде его жизни мало что известно. Получив образование, он в 1901 году в Военно-медицинской академии защитил докторскую диссертацию на тему «О крови здоровых детей». В 1903 году был избран приват-доцентом кафедры детских болезней медицинского факультета Киевского университета. В 1906 году был среди организаторов в Киеве Высших лечебно-педагогические женских курсов «Мать и дитя».
В 1908 года после прочтения пары пробных лекций на конференции в Военно-медицинской академии в Санкт-Петербурге, работал приват-доцентом кафедры детских болезней академии, с 1912 года работал зав. кафедрой педиатрии Варшавского университета.
В 1915 году прибыл с переведенным в Ростов-на-Дону Варшавским университетом, занимался организацией кафедры и клиники детских болезней. С его участием кафедра была создана. К работе на кафедре привлекались опытные педиатры Ростова-на-Дону: В. Л. Гринберг, Е. Г. Румянцев и др. Клинику кафедры профессор А. О. Карницкий использовал также как базу для научного и учебного процессов.
Основными направлениями научной деятельности кафедры стали: гематология, детские инфекции, вопросы возрастного развития детей, рационального питания; заболевания органов дыхания и др.
Учениками профессора А. О. Карницкого в разное время были Румянцев Евгений Георгиевич, профессора Осиновский Николай Иванович (1888—1958), Аполлонов Борис Павлович (1890—1961).
В 1922 году он был избран зав. кафедрой детских болезней Бакинского государственного университета. Карницкий Андрей Осипович скончался в 1935 году.

## Труды
Профессор А. О. Карницкий является автором  около 100 научных работ,  включая монографии:
- «Пища ребенка как источник здоровья ребенка и силы человека».
- «Состав крови и конституция детского тела в связи с его питательным весом».
- «О физиологических нормах веса, роста и питания растущего человека».
- «Детство, отрочество, юность». «О крови здоровых детей» (1904).